# QL (Band)
QL (sprich: kuul) ist eine Schweizer Fun-Punk-Band aus Biel/Bienne. Sie wurde bekannt mit punkigen Neuvertonungen alter Mundarthits und schweizerdeutschen Kinderliedern.

## Geschichte
Ihr erstes Album Heimatschutz aus dem Jahr 2004 konnte sich über 40'000-mal verkaufen, das zweite Album Luscht erreichte Platz drei in der Albenhitparade. Das inoffizielle WM-Lied QLs Hopp Schwiiz hielt sich über neun Wochen in der Schweizer Single-Hitparade mit Höchststand auf Platz 28. Ihr Video zum Mash-Cover Ewigi Liäbi war eines der meistgespielten Clips auf VIVA Schweiz. Ihr drittes Album Schwi!zerchracher mit neun Eigenkompositionen schaffte ebenfalls den Einstieg auf Platz 3 der Schweizer Album-Charts. Auf dem Album befindet sich unter anderem auch eine Coproduktion mit dem Bündner Rapper Gimma. Am 1. Januar 2010 veröffentlichten QL ein Album mit den Pepe Lienhard Horns. Das Album Humba Tätärä erreichte Platz 5 in den Schweizer Album-Charts. Die „Big Punk“ Band mit QL & Pepe Lienhard mit insgesamt neun Bläsern (drei Trompeter, drei Posaunisten und drei Saxophonisten – wobei Pepe Lienhard selber das Bariton Saxophon spielte) tourte 2010 durch die Schweiz. Am 11. November 2011 veröffentlichten QL ihr fünftes Studioalbum Mach Lut! welches auf Platz 7 der Schweizer Charts einstieg. Inzwischen haben die ersten drei Alben Heimatschutz, Luscht und Schwi!zercherchracher Gold-Status erreicht.
Zum Repertoire von QL gehören unter anderem auch Lieder von Polo Hofer, Mani Matter, Span, Trio Eugster, Peach Weber,  Florian Ast, Salvo und Patent Ochsner.

## Diskografie

### Alben
- 2004: Heimatschutz
- 2005: Luscht
- 2007: Schwi!zerchracher
- 2010: Humba Tätärä
- 2011: Mach Lut!
- 2014: Wäuthit
- 2022: Punküberfall
- 2023: Punkerknacker

### Singles
- 2004: Hopp Schwiiz
- 2007: Alles fahrt Schii
- 2007: Gib meh
- 2007: Bäng wiä Gäng (feat. Gimma)
- 2008: Margritli (S’Margritli Lied / Margeriteli)
- 2008: Hopp Schwiiz, Hopp Suisse, Hopp Svizra, Forza Svizzera
- 2009: Sonderzug is Radio
- 2011: Ferie

### Sonstige Veröffentlichungen
- 2012: Ferie (Kompilationsbeitrag Bock uf Rock Vol. 5)[2]